# Palit
Palit je vesnice a přímořské letovisko v Chorvatsku v Přímořsko-gorskokotarské župě. Nachází se na ostrově Rab a je součástí opčiny města Rab. V roce 2011 zde žilo celkem 1 687 obyvatel.
Sousedními vesnicemi jsou Banjol, Kampor a Mundanije.